# Andrés Angulo
Andrés Angulo (Bogotá, Cundinamarca, Colombia; 9 de enero de 1986) es un exfutbolista colombiano. Jugaba como delantero y su último equipo fue Trujillanos de Venezuela.

## Clubes
| Club                  | País        | Año       |
| --------------------- | ----------- | --------- |
| Santa Fe              | Colombia    | 2012      |
| Estudiantes de Mérida | Venezuela   | 2013      |
| Deportivo La Guaira   | Venezuela   | 2013-2014 |
| Isidro Metapan        | El Salvador | 2015-2017 |
| Trujillanos           | Venezuela   | 2019      |

## Palmarés

### Campeonatos nacionales
| Título          | Club     | País     | Año  |
| --------------- | -------- | -------- | ---- |
| Torneo Apertura | Santa Fe | Colombia | 2012 |